# Arzni
Arzni är en ort i Armenien. Den ligger i provinsen Kotajk, i den centrala delen av landet, 15 kilometer nordost om huvudstaden Jerevan. Arzni ligger 1 346 meter över havet och antalet invånare är 2 244.
Terrängen runt Arzni är kuperad österut, men västerut är den platt. Runt Arzni är det ganska tätbefolkat, med 149 invånare per kvadratkilometer.. Närmaste större samhälle är Jerevan, 14,6 kilometer sydväst om Arzni. 
Runt Arzni är det i huvudsak tätbebyggt.